# Thomas Grant Harbison
Thomas Grant Harbison ( * 1862-1936 ) fue un botánico estadounidense.
Estudió en la cercana Universidad de Bucknell, pero luego tomó cursos de corta duración en la Universidad de Noruega y en la de Leipzig. Aprendió mucho de su propia lectura y fue propietario de una biblioteca de más de mil volúmenes en el momento en que tenía veintiuno, cuando obtiene su Ph.D..
Se desempeñó en algunos colegios en Highlands, de 1886 a 1896, con la excepción de un viaje a Europa para estudiar los sistemas educativos entre 1893 a 1894. En 1896 se casó con Jazmín M. Cobb, descendiente de John Cobb, que construyó y operó la primera fundición de hierro de EE. UU.
Trabajó con C.S. Sargent del Arnold Arboretum y fue receptor de plantas leñosas del sur. Su asociación con el Herbario de la Universidad de Carolina del Norte comenzó en 1933, cuando se le pidió que ayudara a organizar el herbario. Al año siguiente fue nombrado curador del Herbario, cargo que ocupó hasta su muerte en 1936. Harbison fue un amigo cercano y frecuente corresponsal de Ashe. Sus herbarios se encuentran actualmente en la UNC.
Harbison fue consultor del gobierno federal por los bosques nacionales, un promotor del Parque nacional de Grandes Montañas Humeantes, y un paisajista.

## Algunas publicaciones
- 1902. New or Little Known Species of Trillium. Biltmore Botanical Studies 1(1): 19, 1901 & 1(2): 158
- 1902. A Sketch of Sand Mountain Flora. Biltmore Botanical Studies 1(2): 151
- 1928. Notes on the Genus Hydrangea. Am. Midland Naturalist 11: 255
- 1930. Polycodium Ashei Harbisoni. Midland Naturalist 22: 179
- 1931. Symplocos tinctoria Ashei, a new Dyebush from the Southern Mountains. J. of the Elisha Mitchell Scientific Society 46: 218
- 1931. A Preliminary Check-List of the Ligneous Flora of the Highlands Region, North Carolina. Highlands Museum and Biological Laboratory Publication Nº 3

- La abreviatura «Harb.» se emplea para indicar a Thomas Grant Harbison como autoridad en la descripción y clasificación científica de los vegetales.[1]